# Danh sách thành phố tại Ấn Độ theo dân số
Danh sách các thành phố ở Ấn Độ dưới đây được trích từ số liệu của cuộc điều tra dân số Ấn Độ năm 2011, do Văn phòng Ủy viên Tổng điều tra và Thống kê thuộc Bộ Nội vụ (Ấn Độ) công bố. Theo đó, một đô thị được định nghĩa là một thành phố (không bao gồm khái niệm đại đô thị) được phân loại thành:
- Thành phố trên 100.000 dân: Class-I town hoặc City[1][2]
- 46 thành phố có dân số trên 1 triệu dân: Million Plus UA hoặc City
- 3 thành phố có dân số trên 10 triệu dân: Mega City (Điều tra dân số ghi nhận là Greater Mumbai UA (18.4 triệu), Delhi UA (16.3 triệu) và Kolkata UA (14.1 triệu)[1])

Các thành phố được viết đậm là những thành phố thủ phủ của bang hoặc vùng lãnh thổ liên bang.

## Danh sách

### 1 đến 25
| Hạng | Thành phố        | Dân cư (2011) | Dân cư (2001) | Bang / Vùng lãnh thổ |
| ---- | ---------------- | ------------- | ------------- | -------------------- |
| 1    | Mumbai           | 12,442,373    | 11,978,450    | Maharashtra          |
| 2    | Delhi            | 11,034,555    | 9,879,172     | Delhi                |
| 3    | Bangalore        | 8,443,675     | 4,301,326     | Karnataka            |
| 4    | Hyderabad        | 6,993,262     | 3,637,483     | Telangana            |
| 5    | Ahmedabad        | 5,577,940     | 3,520,085     | Gujarat              |
| 6    | Chennai          | 4,646,732     | 4,343,645     | Tamil Nadu           |
| 7    | Kolkata          | 4,496,694     | 4,572,876     | West Bengal          |
| 8    | Surat            | 4,467,797     | 2,433,835     | Gujarat              |
| 9    | Pune             | 3,124,458     | 2,538,473     | Maharashtra          |
| 10   | Jaipur           | 3,046,163     | 2,322,575     | Rajasthan            |
| 11   | Lucknow          | 2,817,105     | 2,185,927     | Uttar Pradesh        |
| 12   | Kanpur           | 2,765,348     | 2,551,337     | Uttar Pradesh        |
| 13   | Nagpur           | 2,405,665     | 2,052,066     | Maharashtra          |
| 14   | Visakhapatnam    | 2,035,922     | 982,904       | Andhra Pradesh       |
| 15   | Indore           | 1,960,631     | 1,474,968     | Madhya Pradesh       |
| 16   | Thane            | 1,818,872     | 1,262,551     | Maharashtra          |
| 17   | Bhopal           | 1,798,218     | 1,437,354     | Madhya Pradesh       |
| 18   | Pimpri Chinchwad | 1,729,359     | 1,012,472     | Maharashtra          |
| 19   | Patna            | 1,683,200     | 1,366,444     | Bihar                |
| 20   | Vadodara         | 1,666,703     | 1,306,227     | Gujarat              |
| 21   | Ghaziabad        | 1,636,068     | 968,256       | Uttar Pradesh        |
| 22   | Ludhiana         | 1,613,878     | 1,398,467     | Punjab               |
| 23   | Coimbatore       | 1,601,438     | 930,882       | Tamil Nadu           |
| 24   | Agra             | 1,585,704     | 1,275,134     | Uttar Pradesh        |
| 25   | Madurai          | 1,561,129     | 928,869       | Tamil Nadu           |

### 26 đến 50
| Hạng | Thành phố          | Dân cư (2011) | Dân cư (2001) | Bang / Vùng lãnh thổ |
| ---- | ------------------ | ------------- | ------------- | -------------------- |
| 26   | Nashik             | 1,486,973     | 1,077,236     | Maharashtra          |
| 27   | Faridabad          | 1,404,653     | 1,055,938     | Haryana              |
| 28   | Meerut             | 1,309,023     | 1,039,405     | Uttar Pradesh        |
| 29   | Rajkot             | 1,286,995     | 967,476       | Gujarat              |
| 30   | Kalyan-Dombivali   | 1,246,381     | 1,193,512     | Maharashtra          |
| 31   | Vasai-Virar        | 1,221,233     | 693,350       | Maharashtra          |
| 32   | Varanasi           | 1,201,815     | 1,091,918     | Uttar Pradesh        |
| 33   | Srinagar           | 1,192,792     | 898,440       | Jammu and Kashmir    |
| 34   | Aurangabad         | 1,171,330     | 873,311       | Maharashtra          |
| 35   | Dhanbad            | 1,161,561     | 1,065,327     | Jharkhand            |
| 36   | Amritsar           | 1,132,761     | 966,862       | Punjab               |
| 37   | Navi Mumbai        | 1,119,477     | 704,002       | Maharashtra          |
| 38   | Allahabad          | 1,117,094     | 975,393       | Uttar Pradesh        |
| 39   | Ranchi             | 1,073,440     | 847,093       | Jharkhand            |
| 40   | Howrah             | 1,072,161     | 1,007,532     | West Bengal          |
| 41   | Jabalpur           | 1,054,336     | 932,484       | Madhya Pradesh       |
| 42   | Gwalior            | 1,053,505     | 827,026       | Madhya Pradesh       |
| 43   | Vijayawada         | 1,034,358     | 851,282       | Andhra Pradesh       |
| 44   | Jodhpur            | 1,033,918     | 851,051       | Rajasthan            |
| 45   | Raipur             | 1,010,087     | 605,747       | Chhattisgarh         |
| 46   | Kota               | 1,001,694     | 694,316       | Rajasthan            |
| 47   | Guwahati           | 963,429       | 809,895       | Assam                |
| 48   | Chandigarh         | 960,787       | 808,515       | Chandigarh           |
| 49   | Thiruvananthapuram | 957,730       | 744,983       | Kerala               |
| 50   | Solapur            | 951,118       | 872,478       | Maharashtra          |

### 51 đến 75
| Hạng | Thành phố       | Dân cư (2011) | Dân cư (2001) | Bang / Vùng lãnh thổ |
| ---- | --------------- | ------------- | ------------- | -------------------- |
| 51   | Hubli-Dharwad   | 943,857       | 786,195       | Karnataka            |
| 52   | Tiruchirappalli | 916,674       | 752,066       | Tamil Nadu           |
| 53   | Bareilly        | 898,167       | 718,395       | Uttar Pradesh        |
| 54   | Moradabad       | 889,810       | 641,583       | Uttar Pradesh        |
| 55   | Mysore          | 887,446       | 755,379       | Karnataka            |
| 56   | Tiruppur        | 877,778       | 344,543       | Tamil Nadu           |
| 57   | Gurgaon         | 876,824       | 173,542       | Haryana              |
| 58   | Aligarh         | 872,575       | 669,087       | Uttar Pradesh        |
| 59   | Jalandhar       | 862,196       | 706,043       | Punjab               |
| 60   | Bhubaneswar     | 837,737       | 648,032       | Odisha               |
| 61   | Salem           | 831,038       | 696,760       | Tamil Nadu           |
| 62   | Mira-Bhayandar  | 814,655       | 520,388       | Maharashtra          |
| 63   | Warangal        | 811,844       | 530,636       | Telangana            |
| 64   | Guntur          | 743,354       | 514,461       | Andhra Pradesh       |
| 65   | Bhiwandi        | 711,329       | 598,741       | Maharashtra          |
| 66   | Saharanpur      | 703,345       | 455,754       | Uttar Pradesh        |
| 67   | Gorakhpur       | 671,048       | 622,701       | Uttar Pradesh        |
| 68   | Bikaner         | 647,804       | 529,690       | Rajasthan            |
| 69   | Amravati        | 646,801       | 549,510       | Maharashtra          |
| 70   | Noida           | 642,381       | 305,058       | Uttar Pradesh        |
| 71   | Jamshedpur      | 631,364       | 573,096       | Jharkhand            |
| 72   | Bhilai          | 625,697       | 556,366       | Chhattisgarh         |
| 73   | Cuttack         | 606,007       | 534,654       | Odisha               |
| 74   | Firozabad       | 603,797       | 279,102       | Uttar Pradesh        |
| 75   | Kochi           | 601,574       | 596,473       | Kerala               |

### 76 đến 100
| Hạng | Thành phố             | Dân cư (2011) | Dân cư (2001) | Bang / Vùng lãnh thổ |
| ---- | --------------------- | ------------- | ------------- | -------------------- |
| 76   | Nellore               | 600,869       | 378,428       | Andhra Pradesh       |
| 77   | Bhavnagar             | 593,768       | 511,085       | Gujarat              |
| 78   | Dehradun              | 578,420       | 426,674       | Uttarakhand          |
| 79   | Durgapur              | 566,937       | 493,405       | West Bengal          |
| 80   | Asansol               | 564,491       | 475,439       | West Bengal          |
| 81   | Rourkela              | 552,970       | 430,733       | Odisha               |
| 82   | Nanded                | 550,564       | 430,733       | Maharashtra          |
| 83   | Kolhapur              | 549,283       | 493,167       | Maharashtra          |
| 84   | Ajmer                 | 542,580       | 485,575       | Rajasthan            |
| 85   | Akola                 | 537,149       | 400,520       | Maharashtra          |
| 86   | Gulbarga              | 532,031       | 422,569       | Karnataka            |
| 87   | Jamnagar              | 529,308       | 443,518       | Gujarat              |
| 88   | Ujjain                | 515,215       | 430,427       | Madhya Pradesh       |
| 89   | Loni                  | 512,296       | 120,945       | Uttar Pradesh        |
| 90   | Siliguri              | 509,709       | 472,374       | West Bengal          |
| 91   | Jhansi                | 507,293       | 383,644       | Uttar Pradesh        |
| 92   | Ulhasnagar            | 506,937       | 473,731       | Maharashtra          |
| 93   | Jammu                 | 503,690       | 369,959       | Jammu and Kashmir    |
| 94   | Sangli-Miraj & Kupwad | 502,697       | 436,781       | Maharashtra          |
| 95   | Mangalore             | 499,486       | 399,565       | Karnataka            |
| 96   | Erode                 | 498,129       | 173,600       | Tamil Nadu           |
| 97   | Belgaum               | 488,292       | 399,653       | Karnataka            |
| 98   | Ambattur              | 478,134       | 310,967       | Tamil Nadu           |
| 99   | Tirunelveli           | 473,637       | 411,831       | Tamil Nadu           |
| 100  | Malegaon              | 471,006       | 409,403       | Maharashtra          |

### 100 đến 125
| Hạng | Thành phố       | Dân cư (2011) | Dân cư (2001) | Bang / Vùng lãnh thổ |
| ---- | --------------- | ------------- | ------------- | -------------------- |
| 101  | Gaya            | 463,454       | 385,432       | Bihar                |
| 102  | Jalgaon         | 460,468       | 368,618       | Maharashtra          |
| 103  | Udaipur         | 451,735       | 389,438       | Rajasthan            |
| 104  | Maheshtala      | 449,423       | 385,266       | West Bengal          |
| 105  | Davanagere      | 435,128       | 364,523       | Karnataka            |
| 106  | Kozhikode       | 432,097       | 436,556       | Kerala               |
| 107  | Kurnool         | 430,214       | 269,122       | Andhra Pradesh       |
| 108  | Rajpur Sonarpur | 423,806       | 336,707       | West Bengal          |
| 109  | Rajahmundry     | 419,818       | 315,251       | Andhra Pradesh       |
| 110  | Bokaro          | 413,934       | 393,805       | Jharkhand            |
| 111  | South Dumdum    | 410,524       | 392,444       | West Bengal          |
| 112  | Bellary         | 409,644       | 316,766       | Karnataka            |
| 113  | Patiala         | 405,164       | 303,151       | Punjab               |
| 114  | Gopalpur        | 404,991       | 271,811       | West Bengal          |
| 115  | Agartala        | 399,688       | 271,811       | Tripura              |
| 116  | Bhagalpur       | 398,138       | 340,767       | Bihar                |
| 117  | Muzaffarnagar   | 392,451       | 316,729       | Uttar Pradesh        |
| 118  | Bhatpara        | 390,467       | 442,385       | West Bengal          |
| 119  | Panihati        | 383,522       | 348,438       | West Bengal          |
| 120  | Latur           | 382,754       | 299,985       | Maharashtra          |
| 121  | Dhule           | 376,093       | 341,755       | Maharashtra          |
| 122  | Tirupati        | 374,260       | 228,202       | Andhra Pradesh       |
| 123  | Rohtak          | 373,133       | 286,807       | Haryana              |
| 124  | Korba           | 363,210       | 315,690       | Chhattisgarh         |
| 125  | Bhilwara        | 360,009       | 280,128       | Rajasthan            |

### 126 đến 150
| Hạng | Thành phố    | Dân cư (2011) | Dân cư (2001) | Bang / Vùng lãnh thổ |
| ---- | ------------ | ------------- | ------------- | -------------------- |
| 126  | Berhampur    | 355,823       | 307,792       | Odisha               |
| 127  | Muzaffarpur  | 351,838       | 305,525       | Bihar                |
| 128  | Ahmednagar   | 350,905       | 307,615       | Maharashtra          |
| 129  | Mathura      | 349,336       | 302,770       | Uttar Pradesh        |
| 130  | Kollam       | 349,033       | 361,560       | Kerala               |
| 131  | Avadi        | 344,701       | 229,403       | Tamil Nadu           |
| 132  | Kadapa       | 343,054       | 125,725       | Andhra Pradesh       |
| 133  | Kamarhati    | 336,579       | 314,507       | West Bengal          |
| 134  | Sambalpur    | 335,761       | 296,662       | Odisha               |
| 135  | Bilaspur     | 330,106       | 274,917       | Chhattisgarh         |
| 136  | Shahjahanpur | 327,975       | 296,662       | Uttar Pradesh        |
| 137  | Satara       | 326,789       | 228,175       | Maharashtra          |
| 138  | Bijapur      | 326,360       | 228,175       | Karnataka            |
| 139  | Rampur       | 325,248       | 281,494       | Uttar Pradesh        |
| 140  | Shivamogga   | 322,428       | 274,352       | Karnataka            |
| 141  | Chandrapur   | 321,036       | 289,450       | Maharashtra          |
| 142  | Junagadh     | 320,250       | 168,686       | Gujarat              |
| 143  | Thrissur     | 315,596       | 317,526       | Kerala               |
| 144  | Alwar        | 315,310       | 260,593       | Rajasthan            |
| 145  | Bardhaman    | 314,638       | 285,602       | West Bengal          |
| 146  | Kulti        | 313,977       | 289,903       | West Bengal          |
| 147  | Kakinada     | 325,985       | 296,329       | Andhra Pradesh       |
| 148  | Nizamabad    | 310,467       | 288,722       | Telangana            |
| 149  | Parbhani     | 307,191       | 259,329       | Maharashtra          |
| 150  | Tumkur       | 305,821       | 248,929       | Karnataka            |

### 151 đến 175
| Hạng | Thành phố            | Dân cư (2011) | Dân cư (2001) | Bang / Vùng lãnh thổ |
| ---- | -------------------- | ------------- | ------------- | -------------------- |
| 151  | Khammam              | 305,000       | 218,689       | Telangana            |
| 152  | Ozhukarai            | 300,028       | 217,707       | Puducherry           |
| 153  | Bihar Sharif         | 296,889       | 232,071       | Bihar                |
| 154  | Panipat              | 294,150       | 261,740       | Haryana              |
| 155  | Darbhanga            | 294,116       | 267,348       | Bihar                |
| 156  | Bally                | 291,972       | 260,906       | West Bengal          |
| 157  | Aizawl               | 291,822       | 228,280       | Mizoram              |
| 158  | Dewas                | 289,438       | 231,672       | Madhya Pradesh       |
| 159  | Ichalkaranji         | 287,570       | 257,610       | Maharashtra          |
| 160  | Karnal               | 286,974       | 210,476       | Haryana              |
| 161  | Bathinda             | 285,813       | 217,256       | Punjab               |
| 162  | Jalna                | 285,349       | 235,795       | Maharashtra          |
| 163  | Eluru                | 283,648       | 190,347       | Andhra Pradesh       |
| 164  | Kirari Suleman Nagar | 282,598       | 153,874       | Delhi                |
| 165  | Barasat              | 283,443       | 231,515       | West Bengal          |
| 166  | Purnia               | 280,547       | 171,687       | Bihar                |
| 167  | Satna                | 280,248       | 225,464       | Madhya Pradesh       |
| 168  | Mau                  | 279,060       | 212,657       | Uttar Pradesh        |
| 169  | Sonipat              | 277,053       | 214,974       | Haryana              |
| 170  | Farrukhabad          | 275,750       | 228,333       | Uttar Pradesh        |
| 171  | Sagar                | 273,357       | 232,133       | Madhya Pradesh       |
| 172  | Rourkela             | 273,217       | 224,601       | Odisha               |
| 173  | Durg                 | 268,679       | 232,517       | Chhattisgarh         |
| 174  | Imphal               | 264,986       | 221,492       | Manipur              |
| 175  | Ratlam               | 264,810       | 222,202       | Madhya Pradesh       |

### 176 đến 200
| Hạng | Thành phố     | Dân cư (2011) | Dân cư (2001) | Bang / Vùng lãnh thổ |
| ---- | ------------- | ------------- | ------------- | -------------------- |
| 176  | Hapur         | 262,801       | 211,983       | Uttar Pradesh        |
| 177  | Arrah         | 261,099       | 203,380       | Bihar                |
| 178  | Karimnagar    | 260,899       | 205,653       | Telangana            |
| 179  | Anantapur     | 261,004       | 218,808       | Andhra Pradesh       |
| 180  | Etawah        | 256,838       | 210,453       | Uttar Pradesh        |
| 181  | Ambernath     | 254,003       | 203,795       | Maharashtra          |
| 182  | North Dumdum  | 253,625       | 220,042       | West Bengal          |
| 183  | Bharatpur     | 252,109       | 204,587       | Rajasthan            |
| 184  | Begusarai     | 251,136       | 93,378        | Bihar                |
| 185  | New Delhi     | 249,998       | 302,147       | Delhi                |
| 186  | Gandhidham    | 248,705       | 166,388       | Gujarat              |
| 187  | Baranagar     | 248,466       | 250,768       | West Bengal          |
| 188  | Tiruvottiyur  | 248,059       | 212,281       | Tamil Nadu           |
| 189  | Puducherry    | 241,773       | 220,749       | Puducherry           |
| 190  | Sikar         | 237,579       | 184,904       | Rajasthan            |
| 191  | Thoothukudi   | 237,374       | 216,058       | Tamil Nadu           |
| 192  | Rewa          | 235,422       | 183,274       | Madhya Pradesh       |
| 193  | Mirzapur      | 233,691       | 205,053       | Uttar Pradesh        |
| 194  | Raichur       | 232,456       | 207,421       | Karnataka            |
| 195  | Pali          | 229,956       | 187,641       | Rajasthan            |
| 196  | Ramagundam    | 229,644       | 236,600       | Telangana            |
| 197  | Haridwar      | 228,832       | 175,010       | Uttarakhand          |
| 198  | Vijayanagaram | 228,025       | 174,324       | Andhra Pradesh       |
| 199  | Katihar       | 225,982       | 175,169       | Bihar                |
| 200  | Nagarcoil     | 224,849       | 208,179       | Tamil Nadu           |

### 201 đến 225
| Hạng | Thành phố                    | Dân cư (2011) | Dân cư (2001) | Bang / Vùng lãnh thổ |
| ---- | ---------------------------- | ------------- | ------------- | -------------------- |
| 201  | Sri Ganganagar               | 224,773       | 210,713       | Rajasthan            |
| 202  | Karawal Nagar                | 224,666       | 148,549       | Delhi                |
| 203  | Mango                        | 223,805       | 166,125       | Jharkhand            |
| 204  | Thanjavur                    | 222,943       | 215,314       | Tamil Nadu           |
| 205  | Bulandshahr                  | 222,519       | 176,425       | Uttar Pradesh        |
| 206  | Uluberia                     | 222,240       | 202,135       | West Bengal          |
| 207  | Murwara                      | 221,883       | 187,029       | Uttar Pradesh        |
| 208  | Sambhal                      | 220,813       | 182,478       | Uttar Pradesh        |
| 209  | Singrauli                    | 220,257       | 185,190       | Madhya Pradesh       |
| 210  | Nadiad                       | 218,095       | 192,913       | Gujarat              |
| 211  | Secunderabad                 | 217,910       | 206,102       | Telangana            |
| 212  | Naihati                      | 217,900       | 215,303       | West Bengal          |
| 213  | Yamunanagar                  | 216,677       | 189,696       | Haryana              |
| 214  | Bidhan Nagar                 | 215,514       | 164,221       | West Bengal          |
| 215  | Pallavaram                   | 215,417       | 144,623       | Tamil Nadu           |
| 216  | Bidar                        | 214,373       | 172,877       | Karnataka            |
| 217  | Munger                       | 213,303       | 188,050       | Bihar                |
| 218  | Panchkula                    | 211,355       | 140,925       | Haryana              |
| 219  | Burhanpur                    | 210,886       | 193,725       | Madhya Pradesh       |
| 220  | Raurkela Industrial Township | 210,317       | 206,693       | Odisha               |
| 221  | Kharagpur                    | 207,604       | 188,761       | West Bengal          |
| 222  | Dindigul                     | 207,327       | 196,955       | Tamil Nadu           |
| 223  | Gandhinagar                  | 206,167       | 195,985       | Gujarat              |
| 224  | Hospet                       | 206,167       | 164,240       | Karnataka            |
| 225  | Nangloi Jat                  | 205,596       | 150,948       | Delhi                |

### 226 đến 250
| Hạng | Thành phố                 | Dân cư (2011) | Dân cư (2001) | Bang / Vùng lãnh thổ |
| ---- | ------------------------- | ------------- | ------------- | -------------------- |
| 226  | English Bazar             | 205,521       | 161,456       | West Bengal          |
| 227  | Ongole                    | 204,746       | 150,471       | Andhra Pradesh       |
| 228  | Deoghar                   | 203,123       | 112,525       | Jharkhand            |
| 229  | Chapra                    | 202,352       | 79,190        | Bihar                |
| 230  | Haldia                    | 200,827       | 170,673       | West Bengal          |
| 231  | Khandwa                   | 200,738       | 172,242       | Madhya Pradesh       |
| 232  | Nandyal                   | 200,516       | 152,676       | Andhra Pradesh       |
| 233  | Chittoor                  | 189,332       | 152,654       | Andhra Pradesh       |
| 234  | Morena                    | 200,482       | 150,959       | Madhya Pradesh       |
| 235  | Amroha                    | 198,471       | 165,129       | Uttar Pradesh        |
| 236  | Anand                     | 198,282       | 130,685       | Gujarat              |
| 237  | Bhind                     | 197,585       | 153,752       | Madhya Pradesh       |
| 238  | Bhalswa Jahangir Pur      | 197,148       | 152,339       | Delhi                |
| 239  | Madhyamgram               | 196,127       | 155,451       | West Bengal          |
| 240  | Bhiwani                   | 196,057       | 169,531       | Haryana              |
| 241  | Navi Mumbai Panvel Raigad | 195,373       |               | Maharashtra          |
| 242  | Baharampur                | 195,223       | 160,143       | West Bengal          |
| 243  | Ambala                    | 195,153       | 139,279       | Haryana              |
| 244  | Morvi                     | 194,947       | 145,719       | Gujarat              |
| 245  | Fatehpur                  | 193,193       | 151,757       | Uttar Pradesh        |
| 246  | Rae Bareli                | 191,316       | 169,333       | Uttar Pradesh        |
| 247  | Khora                     | 190,005       |               | Uttar Pradesh        |
| 248  | Bhusawal                  | 187,421       | 172,372       | Maharashtra          |
| 249  | Orai                      | 187,137       | 139,318       | Uttar Pradesh        |
| 250  | Bahraich                  | 186,223       | 168,323       | Uttar Pradesh        |

### 251 đến 275
| Hạng | Thành phố             | Dân cư (2011) | Dân cư (2001) | Bang / Vùng lãnh thổ |
| ---- | --------------------- | ------------- | ------------- | -------------------- |
| 251  | Vellore               | 185,803       | 177,230       | Tamil Nadu           |
| 252  | Mahesana              | 184,991       | 141,453       | Gujarat              |
| 253  | Sambalpur             | 184,000       | 153,643       | Orissa               |
| 254  | Raiganj               | 183,612       | 165,212       | West Bengal          |
| 255  | Sirsa                 | 182,534       | 160,735       | Haryana              |
| 256  | Danapur               | 182,429       | 131,176       | Bihar                |
| 257  | Serampore             | 181,842       | 197,857       | West Bengal          |
| 258  | Sultan Pur Majra      | 181,554       | 164,426       | Delhi                |
| 259  | Guna                  | 180,935       | 137,175       | Madhya Pradesh       |
| 260  | Jaunpur               | 180,362       | 160,055       | Uttar Pradesh        |
| 261  | Panvel                | 180,020       | 104,058       | Maharashtra          |
| 262  | Shivpuri              | 179,977       | 146,892       | Madhya Pradesh       |
| 263  | Surendranagar Dudhrej | 177,851       | 156,161       | Gujarat              |
| 264  | Unnao                 | 177,658       | 144,662       | Uttar Pradesh        |
| 265  | Hugli and Chinsurah   | 177,259       | 170,201       | West Bengal          |
| 268  | Alappuzha             | 174,164       | 177,029       | Kerala               |
| 269  | Kottayam              | 172,878       | 129,894       | Kerala               |
| 274  | Shimla                | 169,578       | 142,555       | Himachal Pradesh     |
| 275  | Karaikudi             | 106,714       | 86,596        | Tamil Nadu           |

### Dưới 276
| Hạng | Thành phố   | Dân cư (2011) | Dân cư (2001) | Bang / Vùng lãnh thổ |
| ---- | ----------- | ------------- | ------------- | -------------------- |
| 276  | Suryapet    | 105,250       | 94,585        | Telangana            |
| 277  | Miryalaguda | 104,891       | 91,395        | Telangana            |
| 414  | Adilabad    | 117,167       | 129,403       | Telangana            |
| 497  | Amaravati   | 103,000       |               | Andhra Pradesh       |